# Alte Belgrader Eisenbahnbrücke
Die Alte Belgrader Eisenbahnbrücke (serbisch Стари железнички мост, Stari železnički most) war die erste Eisenbahnbrücke über die Save in Belgrad, der Hauptstadt von Serbien und damit Belgrads erste feste Brücke über die Save überhaupt. Die Donau wurde in Belgrad erst 50 Jahre später überbrückt.
Die 1884 eröffnete Brücke wurde 2018 endgültig stillgelegt, nachdem sich der Verkehr nach und nach auf die Neue Belgrader Eisenbahnbrücke verlagerte, der sogenannte Eisenbahnknoten Belgrad mit dem neuen Bahnhof Belgrad Zentrum voll in Betrieb gegangen und schließlich der ebenfalls 1884 eröffnete Bahnhof Beograd-Glavna geschlossen worden war.

## Vorgeschichte
Mitte des 19. Jahrhunderts wurde die nördliche Grenze Serbiens durch die Save und die Donau gebildet; Belgrad lag unmittelbar an der Grenze zu Österreich-Ungarn. Über eine zukünftige Eisenbahn gab es widerstreitende Interessen. Frankreich, Österreich-Ungarn und das Osmanische Reich waren an einer Verbindung zwischen Europa und Konstantinopel (über Wien und Pest, dem späteren Budapest) interessiert, während das Binnenland Serbien eine Verbindung zur Adria bevorzugte.
Im Berliner Kongress von 1878 wurde eine neue Friedensordnung für Südosteuropa festgelegt und unter anderem Serbien verpflichtet, eine Eisenbahn zur Verbindung der österreichisch-ungarischen und der türkischen Linien zu bauen.
Österreich-Ungarn und Serbien vereinbarten daher 1880, dass Serbien die Eisenbahnstrecke Belgrad–Niš baut, Ungarn die Strecke von Pest über Neusatz/Novi Sad nach Semlin ausführt, dem damaligen Grenzort auf der ungarischen Seite der Save und heutigen Belgrader Stadtbezirk Zemun, und die Kosten der Brücke über die Save samt der kurzen Verbindungsstrecke von Ungarn und Serbien zu gleichen Teilen getragen würden. Die Bauleitung für die Brücke würde Ungarn übernehmen. Am 3. Februar 1881 schloss Serbien einen Vertrag mit der von Paul Eugéne Bentoux drei Jahre zuvor gegründeten Union Générale über die Finanzierung, den Bau und den Betrieb der Serbischen Eisenbahn. Kurz darauf vereinbarte Ungarn mit der damals noch französisch beherrschten Länderbank einen ähnlichen Vertrag über die Strecke Pest–Semlin, an dem auch die französische Brücken- und Gleisbauunternehmung Fives-Lille beteiligt war.

## Save-Brücke (1884)
Am Samstag, dem 20. Junijul. / 2. Juligreg. 1881 wurden die Bauarbeiten an der Serbischen Eisenbahn und damit auch an der Save-Brücke von Fürst Milan feierlich eröffnet. Zwar ging die Union Générale schon Anfang 1882 in Konkurs und löste damit erhebliche Verwerfungen aus, aber die Bauarbeiten wurden bald danach unter der Führung der Bank Comptoir d’Escompte und der Länderbank neu finanziert und fortgeführt.
Die von Fives-Lille gebaute schmiedeeiserne eingleisige Gitterträgerbrücke war 462 m lang und hatte fünf Öffnungen mit Stützweiten von 86,1 + 3×96,6 + 86,1 m.
Am 18. und 19. Augustjul. / 30. und 31. Augustgreg. 1884 wurden Belastungstests durchgeführt. Am folgenden Tag, dem 20. August / 1. September 1884 fuhr König Milan I. mit dem Zug von dem neuen Bahnhof Beograd-Glavna über die Save-Brücke nach Wien.
Der Orient-Express konnte im August 1888 erstmals über die Save-Brücke und Belgrad durchgehend nach Konstantinopel fahren, nachdem Ende 1887 die letzten Lücken der Strecke Belgrad–Niš–Konstantinopel geschlossen worden waren.
Am 28. Juli 1914 begann der Erste Weltkrieg mit der Kriegserklärung Österreich-Ungarns gegenüber Serbien, der das Attentat von Sarajevo vorausgegangen war.
Schon in der folgenden Nacht begannen Schießereien an der Save. Dabei wurden der Kapitän und der Steuermann des ungarischen Dampfschleppers Alkotmanj die ersten zivilen Opfer dieses Krieges. Um halb zwei Uhr wurde die Save-Brücke auf Anordnung der serbischen Regierung gesprengt, um eine Besetzung Belgrads zu verhindern. Die Brücke wurde von den Serben bis Ende des Jahres notdürftig repariert, bei folgenden Kampfhandlungen aber wieder beschädigt.
Nachdem Belgrad im Oktober 1915 mit Unterstützung durch deutsche Truppen endgültig erobert worden war, wurde bis Ende 1915 eine Eisenbahn-Behelfsbrücke aus Kohn- und Roth-Waagner-Brückengerät über die Save gebaut. Dabei wurde am rechten Save-Ufer eine unmittelbare Gleisverbindung mit der nach Süden führenden Strecke eingebaut, damit militärische Versorgungszüge nicht in den Kopfbahnhof Beograd-Glavna fahren mussten. Dieses Provisorium tat während des ganzen Krieges ihren Dienst und ermöglichte unter anderem auch dem Balkanzug die durchgehende Fahrt von Berlin nach Konstantinopel. Kurz vor dem Ende des Ersten Weltkrieges wurde die Brücke beim Rückzug der deutschen Truppen am 1. November 1918 erneut gesprengt.

## Save-Brücke (1921)
Die Trümmer der zerstörten Brücke wurden aus dem Flussbett beseitigt. Auf den weitgehend unbeschädigten Steinpfeilern wurde eine neue stählerne Gitterträgerbrücke errichtet, die wiederum eingleisig war. Sie wurde 1921 dem Verkehr übergeben.
Im Balkanfeldzug des Zweiten Weltkriegs wurde das Königreich Jugoslawien am 6. April 1941 von der Wehrmacht angegriffen und Belgrad an diesem und dem folgenden Tag schwer bombardiert. In dem Versuch, eine deutsche Invasion aufzuhalten, wurden in der Nacht vom 11. auf den 12. April 1941 alle drei Brücken gesprengt, d. h. die alte Eisenbahnbrücke, die weiter flussabwärts stehende König-Alexander-Brücke und die Pančevo-Brücke über die Donau. Die Wehrmacht nahm Belgrad am 12. April 1941 ein.
Die Wehrmacht errichtete bald danach wieder eine Behelfsbrücke, die am 29. Mai 1941 mit propagandistischer Begleitung durch Die Deutsche Wochenschau eingeweiht wurde.
1942 begann man, ca. 20 m flussabwärts eine zweite Eisenbahnbrücke zu bauen. Sie war allerdings noch nicht fertig, als im Frühjahr 1944 die alliierte Bombardierung Belgrads begann. Die Brücken wurde getroffen. Als die Deutschen im Oktober 1944 ihren Rückzug aus Belgrad beendeten, zerstörten sie die Brückenreste.

## Save-Brücke (1946)
Nach Überlegungen, die zerstörte neue Brücke als Basis für den Wiederaufbau zu nehmen, entschied man sich doch für die alte Brücke, bei der Teile der neuen verwendet wurde. Die Brücke war schon 1945 wieder in Betrieb, Restarbeiten dauerten bis 1946. Die Gitterträgerbrücke mit sehr weiten Maschen ist nun 377 m lang und hat vier Öffnungen mit Stützweiten von 3x96,6 + 87 m.
Die alte und immer noch einzige Eisenbahnbrücke über die Save spielte eine wichtige Rolle bis zur Eröffnung der neuen Belgrader Eisenbahnbrücke etwas flussaufwärts, aber es dauerte, bis diese den Verkehr in vollem Umfang übernahm. Erst als die Strecke um die Burg herum abgeschafft und der Bahnhof Beograd-Glavna stillgelegt war, wurde auch die Brücke geschlossen.
Ihre Zukunft scheint noch nicht geklärt zu sein. Möglicherweise wird sie abgebaut und ein Teil der Stahlstruktur in der Nähe am Ufer für andere Zwecke verwendet.